# Lee Yong
Lee Yong (이용?, 李鎔?; Seul, 24 dicembre 1986) è un calciatore sudcoreano, difensore del Jeonbuk Hyundai e della nazionale sudcoreana.

## Carriera

### Club
Ha giocato nella massima serie del campionato sudcoreano con l'Ulsan Hyundai, con cui ha anche preso parte alla Coppa del mondo per club FIFA 2012.

### Nazionale
Ha esordito con la Nazionale sudcoreana nel 2013. Viene convocato per i Mondiali 2018.

## Statistiche

### Cronologia presenze e reti in nazionale
| Cronologia completa delle presenze e delle reti in nazionale ― Corea del Sud | Cronologia completa delle presenze e delle reti in nazionale ― Corea del Sud | Cronologia completa delle presenze e delle reti in nazionale ― Corea del Sud | Cronologia completa delle presenze e delle reti in nazionale ― Corea del Sud | Cronologia completa delle presenze e delle reti in nazionale ― Corea del Sud | Cronologia completa delle presenze e delle reti in nazionale ― Corea del Sud | Cronologia completa delle presenze e delle reti in nazionale ― Corea del Sud | Cronologia completa delle presenze e delle reti in nazionale ― Corea del Sud |
| Data                                                                         | Città                                                                        | In casa                                                                      | Risultato                                                                    | Ospiti                                                                       | Competizione                                                                 | Reti                                                                         | Note                                                                         |
| ---------------------------------------------------------------------------- | ---------------------------------------------------------------------------- | ---------------------------------------------------------------------------- | ---------------------------------------------------------------------------- | ---------------------------------------------------------------------------- | ---------------------------------------------------------------------------- | ---------------------------------------------------------------------------- | ---------------------------------------------------------------------------- |
| 24-7-2013                                                                    | Hwaseong                                                                     | Corea del Sud                                                                | 0 – 0                                                                        | Cina                                                                         | Amichevole                                                                   | -                                                                            |                                                                              |
| 14-8-2013                                                                    | Suwon                                                                        | Corea del Sud                                                                | 0 – 0                                                                        | Perù                                                                         | Amichevole                                                                   | -                                                                            |                                                                              |
| 6-9-2013                                                                     | Incheon                                                                      | Corea del Sud                                                                | 0 – 0                                                                        | Haiti                                                                        | Amichevole                                                                   | -                                                                            | 46’                                                                          |
| 10-9-2013                                                                    | Jeonju                                                                       | Corea del Sud                                                                | 1 – 2                                                                        | Croazia                                                                      | Amichevole                                                                   | -                                                                            |                                                                              |
| 12-10-2013                                                                   | Seul                                                                         | Corea del Sud                                                                | 0 – 2                                                                        | Brasile                                                                      | Amichevole                                                                   | -                                                                            |                                                                              |
| 15-10-2013                                                                   | Cheonan                                                                      | Corea del Sud                                                                | 3 – 1                                                                        | Mali                                                                         | Amichevole                                                                   | -                                                                            |                                                                              |
| 15-11-2013                                                                   | Seul                                                                         | Corea del Sud                                                                | 2 – 1                                                                        | Svizzera                                                                     | Amichevole                                                                   | -                                                                            |                                                                              |
| 26-1-2014                                                                    | Los Angeles                                                                  | Corea del Sud                                                                | 0 – 1                                                                        | Costa Rica                                                                   | Amichevole                                                                   | -                                                                            |                                                                              |
| 1-2-2014                                                                     | Carson                                                                       | Stati Uniti                                                                  | 2 – 0                                                                        | Corea del Sud                                                                | Qual. Mondiali 2018                                                          | -                                                                            |                                                                              |
| 5-3-2014                                                                     | Atene                                                                        | Grecia                                                                       | 0 – 2                                                                        | Corea del Sud                                                                | Amichevole                                                                   | -                                                                            |                                                                              |
| 28-5-2014                                                                    | Seul                                                                         | Corea del Sud                                                                | 0 – 1                                                                        | Tunisia                                                                      | Amichevole                                                                   | -                                                                            |                                                                              |
| 10-6-2014                                                                    | Miami Gardens                                                                | Ghana                                                                        | 4 – 0                                                                        | Corea del Sud                                                                | Amichevole                                                                   | -                                                                            | 50’                                                                          |
| 17-6-2014                                                                    | Cuiabá                                                                       | Russia                                                                       | 1 – 1                                                                        | Corea del Sud                                                                | Mondiali 2014 - 1º turno                                                     | -                                                                            |                                                                              |
| 22-6-2014                                                                    | Porto Alegre                                                                 | Corea del Sud                                                                | 2 – 4                                                                        | Algeria                                                                      | Mondiali 2014 - 1º turno                                                     | -                                                                            | 54’                                                                          |
| 26-6-2014                                                                    | San Paolo                                                                    | Corea del Sud                                                                | 0 – 1                                                                        | Belgio                                                                       | Mondiali 2014 - 1º turno                                                     | -                                                                            |                                                                              |
| 8-9-2014                                                                     | Goyang                                                                       | Corea del Sud                                                                | 0 – 1                                                                        | Uruguay                                                                      | Amichevole                                                                   | -                                                                            | 79’                                                                          |
| 10-10-2014                                                                   | Cheonan                                                                      | Corea del Sud                                                                | 2 – 0                                                                        | Paraguay                                                                     | Amichevole                                                                   | -                                                                            |                                                                              |
| 14-10-2014                                                                   | Seul                                                                         | Corea del Sud                                                                | 1 – 3                                                                        | Costa Rica                                                                   | Amichevole                                                                   | -                                                                            | 86’                                                                          |
| 1-6-2016                                                                     | Salisburgo                                                                   | Spagna                                                                       | 6 – 1                                                                        | Corea del Sud                                                                | Amichevole                                                                   | -                                                                            | 70’                                                                          |
| 5-6-2016                                                                     | Praga                                                                        | Rep. Ceca                                                                    | 1 – 2                                                                        | Corea del Sud                                                                | Amichevole                                                                   | -                                                                            |                                                                              |
| 6-9-2016                                                                     | Seremban                                                                     | Siria                                                                        | 0 – 0                                                                        | Corea del Sud                                                                | Qual. Mondiali 2018                                                          | -                                                                            |                                                                              |
| 23-3-2017                                                                    | Changsha                                                                     | Cina                                                                         | 1 – 0                                                                        | Corea del Sud                                                                | Qual. Mondiali 2018                                                          | -                                                                            |                                                                              |
| 24-3-2018                                                                    | Belfast                                                                      | Irlanda del Nord                                                             | 2 – 1                                                                        | Corea del Sud                                                                | Amichevole                                                                   | -                                                                            |                                                                              |
| 27-3-2018                                                                    | Varsavia                                                                     | Polonia                                                                      | 3 – 2                                                                        | Corea del Sud                                                                | Amichevole                                                                   | -                                                                            | 46’                                                                          |
| 28-5-2018                                                                    | Taegu                                                                        | Corea del Sud                                                                | 2 – 0                                                                        | Honduras                                                                     | Amichevole                                                                   | -                                                                            | 77’                                                                          |
| 1-6-2018                                                                     | Jeonju                                                                       | Corea del Sud                                                                | 1 – 3                                                                        | Bosnia ed Erzegovina                                                         | Amichevole                                                                   | -                                                                            |                                                                              |
| 7-6-2018                                                                     | Innsbruck                                                                    | Corea del Sud                                                                | 0 – 0                                                                        | Bolivia                                                                      | Amichevole                                                                   | -                                                                            |                                                                              |
| 11-6-2018                                                                    | Grödig                                                                       | Senegal                                                                      | 2 – 0                                                                        | Corea del Sud                                                                | Amichevole                                                                   | -                                                                            | 37’                                                                          |
| 18-6-2018                                                                    | Nižnij Novgorod                                                              | Svezia                                                                       | 1 – 0                                                                        | Corea del Sud                                                                | Mondiali 2018 - 1º turno                                                     | -                                                                            |                                                                              |
| 23-6-2018                                                                    | Rostov                                                                       | Corea del Sud                                                                | 1 – 2                                                                        | Messico                                                                      | Mondiali 2018 - 1º turno                                                     | -                                                                            | 63’                                                                          |
| 27-6-2018                                                                    | Kazan'                                                                       | Corea del Sud                                                                | 2 – 0                                                                        | Germania                                                                     | Mondiali 2018 - 1º turno                                                     | -                                                                            |                                                                              |
| 7-9-2018                                                                     | Goyang                                                                       | Corea del Sud                                                                | 2 – 0                                                                        | Costa Rica                                                                   | Amichevole                                                                   | -                                                                            | 86’                                                                          |
| 11-9-2018                                                                    | Suwon                                                                        | Corea del Sud                                                                | 0 – 0                                                                        | Cile                                                                         | Amichevole                                                                   | -                                                                            | 89’                                                                          |
| 12-10-2018                                                                   | Seul                                                                         | Corea del Sud                                                                | 2 – 1                                                                        | Uruguay                                                                      | Amichevole                                                                   | -                                                                            |                                                                              |
| 16-10-2018                                                                   | Cheonan                                                                      | Corea del Sud                                                                | 2 – 2                                                                        | Panama                                                                       | Amichevole                                                                   | -                                                                            | 46’                                                                          |
| 17-11-2018                                                                   | Brisbane                                                                     | Australia                                                                    | 1 – 1                                                                        | Corea del Sud                                                                | Amichevole                                                                   | -                                                                            |                                                                              |
| 20-11-2018                                                                   | Brisbane                                                                     | Uzbekistan                                                                   | 0 – 4                                                                        | Corea del Sud                                                                | Amichevole                                                                   | -                                                                            |                                                                              |
| 31-12-2018                                                                   | Abu Dhabi                                                                    | Arabia Saudita                                                               | 0 – 0                                                                        | Corea del Sud                                                                | Amichevole                                                                   | -                                                                            | 68’                                                                          |
| 7-1-2019                                                                     | Dubai                                                                        | Corea del Sud                                                                | 1 – 0                                                                        | Filippine                                                                    | Coppa d'Asia 2019 - 1º turno                                                 | -                                                                            | 25’                                                                          |
| 11-1-2019                                                                    | al-'Ayn                                                                      | Kirghizistan                                                                 | 0 – 1                                                                        | Corea del Sud                                                                | Coppa d'Asia 2019 - 1º turno                                                 | -                                                                            | 79’                                                                          |
| 22-1-2019                                                                    | Dubai                                                                        | Corea del Sud                                                                | 2 – 1 dts                                                                    | Bahrein                                                                      | Coppa d'Asia 2019 - Ottavi di finale                                         | -                                                                            |                                                                              |
| 25-1-2019                                                                    | Abu Dhabi                                                                    | Corea del Sud                                                                | 0 – 1                                                                        | Qatar                                                                        | Coppa d'Asia 2019 - Quarti di finale                                         | -                                                                            |                                                                              |
| 11-6-2019                                                                    | Seul                                                                         | Corea del Sud                                                                | 1 – 1                                                                        | Iran                                                                         | Amichevole                                                                   | -                                                                            |                                                                              |
| 10-9-2019                                                                    | Aşgabat                                                                      | Turkmenistan                                                                 | 0 – 2                                                                        | Corea del Sud                                                                | Qual. Mondiali 2022                                                          | -                                                                            |                                                                              |
| 14-11-2019                                                                   | Beirut                                                                       | Libano                                                                       | 0 – 0                                                                        | Corea del Sud                                                                | Qual. Mondiali 2022                                                          | -                                                                            |                                                                              |
| 5-6-2021                                                                     | Goyang                                                                       | Corea del Sud                                                                | 5 – 0                                                                        | Turkmenistan                                                                 | Qual. Mondiali 2022                                                          | -                                                                            | 75’                                                                          |
| 12-6-2021                                                                    | Goyang                                                                       | Corea del Sud                                                                | 2 – 1                                                                        | Libano                                                                       | Qual. Mondiali 2022                                                          | -                                                                            | 62’                                                                          |
| 2-9-2021                                                                     | Seul                                                                         | Corea del Sud                                                                | 0 – 0                                                                        | Iraq                                                                         | Qual. Mondiali 2022                                                          | -                                                                            | 58’                                                                          |
| 7-9-2021                                                                     | Suwon                                                                        | Corea del Sud                                                                | 1 – 0                                                                        | Libano                                                                       | Qual. Mondiali 2022                                                          | -                                                                            |                                                                              |
| 7-10-2021                                                                    | Seul                                                                         | Corea del Sud                                                                | 2 – 1                                                                        | Siria                                                                        | Qual. Mondiali 2022                                                          | -                                                                            | 34’                                                                          |
| 12-10-2021                                                                   | Teheran                                                                      | Iran                                                                         | 1 – 1                                                                        | Corea del Sud                                                                | Qual. Mondiali 2022                                                          | -                                                                            |                                                                              |
| 11-11-2021                                                                   | Goyang                                                                       | Corea del Sud                                                                | 1 – 0                                                                        | Emirati Arabi Uniti                                                          | Qual. Mondiali 2022                                                          | -                                                                            |                                                                              |
| 16-11-2021                                                                   | Doha                                                                         | Iraq                                                                         | 0 – 3                                                                        | Corea del Sud                                                                | Qual. Mondiali 2022                                                          | -                                                                            |                                                                              |
| 21-1-2022                                                                    | Boztepe                                                                      | Moldavia                                                                     | 0 – 4                                                                        | Corea del Sud                                                                | Amichevole                                                                   | -                                                                            | 61’                                                                          |
| 27-1-2022                                                                    | Sidone                                                                       | Libano                                                                       | 0 – 1                                                                        | Corea del Sud                                                                | Qual. Mondiali 2022                                                          | -                                                                            |                                                                              |
| 2-6-2022                                                                     | Seul                                                                         | Corea del Sud                                                                | 1 – 5                                                                        | Brasile                                                                      | Amichevole                                                                   | -                                                                            |                                                                              |
| 10-6-2022                                                                    | Suwon                                                                        | Corea del Sud                                                                | 2 – 2                                                                        | Paraguay                                                                     | Amichevole                                                                   | -                                                                            | 61’                                                                          |
| Totale                                                                       |                                                                              | Presenze                                                                     | 57                                                                           |                                                                              | Reti                                                                         | 0                                                                            |                                                                              |

## Palmarès

### Club

#### Competizioni internazionali
- AFC Champions League: 1

Ulsan Hyundai: 2012